# Armée du district du Nord (Japon)
L'armée du district du Nord (北部軍, Hokubugun) est un commandement régional de l'armée impériale japonaise responsable de la défense des régions du nord du Japon, incluant Hokkaidō, Karafuto et les îles Chishima durant la Seconde Guerre mondiale.

## Histoire
Le 1er août 1935, les territoires de l'empire du Japon sont divisés administrativement en six régions géographiques assumant chacune des rôles de recrutement, d'organisation de la sécurité civile, et de fortifications. Le 2 décembre 1949, l'armée du Nord est élevée sous la juridiction du commandement général de défense. Le 1er août 1941, elle perd la 57e division qui est envoyée au Mandchoukouo.
Étant principalement une force de garnison et d'entraînement, l'armée du nord est renommée armée du district du Nord le 11 février 1943 et passe sous le commandement direct du quartier-général impérial.
Vers la fin de la Seconde Guerre mondiale, comme la situation apparaît de plus en plus désespérée pour le Japon, l'armée du district du Nord devient la 5e armée régionale le 10 mars 1944. Elle est réactivée en tant qu'armée du district du Nord le 1er février 1945 concurremment à la 5e armée régionale.

## Commandants

### Officiers
|   | Nom                                  | De               | À                 |
| - | ------------------------------------ | ---------------- | ----------------- |
| 1 | Lieutenant-général Kisaburo Hamamoto | 2 décembre 1940  | 1er août 1942     |
| 2 | Général Kiichirō Higuchi             | 1er août 1942    | 10 mars 1944      |
| 3 | Général Kiichirō Higuchi             | 1er février 1945 | 1er décembre 1945 |

### Chef d'état-major
|   | Nom                                 | De              | À            |
| - | ----------------------------------- | --------------- | ------------ |
| 1 | Lieutenant-général Matsujiro Kimura | 2 décembre 1940 | 10 mars 1944 |